# Fritz Engler-Füßlin
Fritz Engler-Füßlin (* 15. September 1891 in Laufen; † 30. September 1966 ebenda) war ein deutscher Politiker (NSDAP).

## Leben und Wirken
Nach dem Besuch der Volksschule in Laufen, der Bürgerschule in Sulzburg, der Oberrealschule in Freiburg und der Höheren Handelsschule in Calw gehörte Engler-Füßlin von 1911 bis 1912 dem 1. Badischen Leib-Grenadier-Regiment 109 in Karlsruhe an. Von 1914 bis 1918 nahm er mit dem 1. Badischen Leib-Grenadier-Regiment 109 am Ersten Weltkrieg teil. 1917 wurde er während der Schlacht um Verdun schwer verwundet. Im Krieg wurde Engler-Füßlin mit dem Eisernen Kreuz II. Klasse und der silbernen badischen Verdienstmedaille ausgezeichnet. Nach dem Krieg schloss er sich dem Freikorps Damm an. 1920 ließ er sich als Bauer auf seinem Hof nieder.
Im Jahr 1930 wurde Engler-Füßlin Ortsgruppenleiter von Laufen, zum 1. März 1931 trat er der Partei regulär bei (Mitgliedsnummer 473.494). 1932 wurde er zum Kreisleiter des Kreises Müllheim ernannt, am 1. Oktober 1933 zum Landesobmann. Ab 24. September war er Landesbauernführer der Landesbauernschaft Baden und Gauamtsleiter für Agrarpolitik.
Am 17. Februar 1936 wurde Engler-Füßlin zum SS-Sturmbannführer und am 15. Mai 1936 zum SS-Standartenführer im Rasse- und Siedlungshauptamt ernannt (SS-Nummer 275.979).
Von März 1936 bis zum Ende der NS-Herrschaft im Frühjahr 1945 saß Engler-Füßlin als Abgeordneter für den Wahlkreis 32 (Baden) im nationalsozialistischen Reichstag.
Nach Ausbruch des Zweiten Weltkrieges leitete Engler-Füßlin ab September 1939 das Landesernährungsamt Baden und wurde Anfang Juli 1940 zusätzlich in Personalunion Leiter im CdZ-Gebiet Elsaß.